# پارک کاترین لابوره

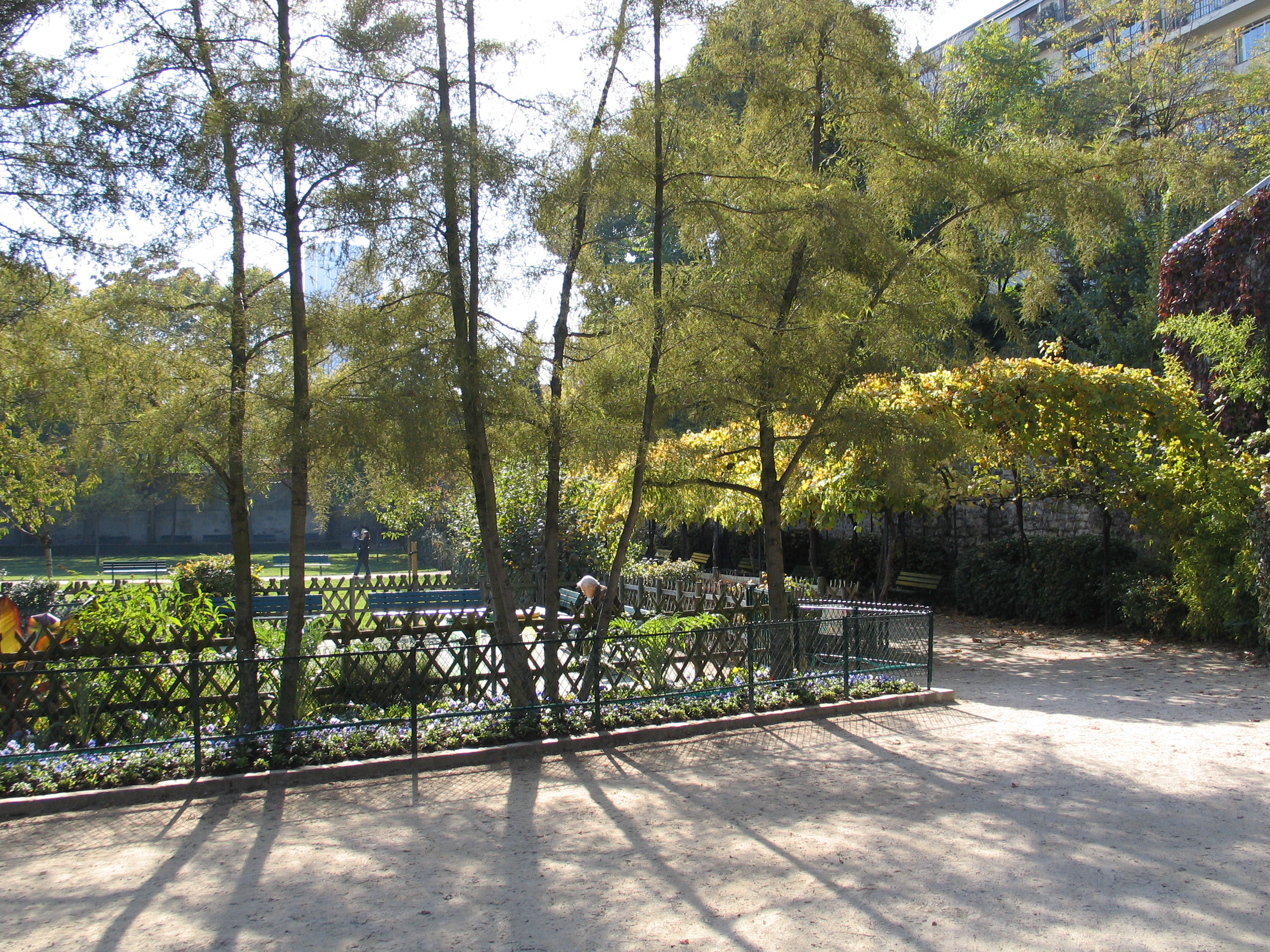
باغ کاترین لابوره در ماه اکتبر

پارک کاترین لابوره(به فرانسوی:jardin Catherine-Labour)فضای سبزی است در منطقه ۷ پاریس بین محله‌های انولید (quartier des Invalides)، مدرسه نظامی(quartier de l’École-Militaire)و سن تومااکویین واقع شده است. این باغ حدود ۷۰۰۰ هزار متر وسعت دارد و در خیابان بابیلون قرار گرفته است. اسم این پارک از نام کاترین لابوره (۱۸۰۶-۱۸۷۶) راهبه جوان به عاریت گرفته شده است. این پارک که در پشت دیوارهای بلند پنهان شده است از سال ۱۹۷۷ به روی عموم باز شد. در این باغ درخت‌های میوه فراوانی دیده می‌شود.

## منبع
دسترسی به باغ کاترین لابوره